# Bantir
Bantir is een bestuurslaag in het regentschap Temanggung van de provincie Midden-Java, Indonesië. Bantir telt 1853 inwoners (volkstelling 2010).